# Змішаний листяний ліс із залишками ковильно-типчакового степу
Змішаний листяний ліс із залишками ковильно-типчакового степу — ландшафтний заказник місцевого значення. Об'єкт розташований на території Кам'янсько-Дніпровського району Запорізької області, у межах землекористування радгоспу «Кам'янка», землі ДП «Кам'янсько-Дніпровське лісове господарство».
Площа — 90 га, статус отриманий у 1993 році.